# Korthalsia echinometra
Korthalsia echinometra är en enhjärtbladig växtart som beskrevs av Odoardo Beccari. Korthalsia echinometra ingår i släktet Korthalsia och familjen Arecaceae. Inga underarter finns listade i Catalogue of Life.